# Oligia niveiplaga
Oligia niveiplaga là một loài bướm đêm trong họ Noctuidae.